# 光井純
光井 純（みつい じゅん、1955年 - ）は日本の建築家、である。日本建築学会登録建築家、アメリカ建築家協会登録建築家。日本大学理工学部海洋建築工学科客員教授。

## 略歴
- 山口県岩国市生まれ
- 1978年 - 東京大学工学部建築学科卒業
- 1978年 -1982年 岡田新一設計事務所勤務
- 1982年 -1984年 イェール大学建築学科大学院修士号取得
- 1984年 -1992年 ペリ クラーク ペリ アーキテクツ (旧社名/シーザー・ペリ＆アソシエーツ)にてシニアアソシエーツとして勤務
- 1992年 - ペリ クラーク ペリ アーキテクツ ジャパン代表取締役
- 1995年 - 光井純アンドアソシエーツ建築設計事務所代表取締役

## 主な受賞
- ULI AWARD for Excellence/愛宕グリーンヒルズ　2003年受賞
- AIA CONNECTICUT DESIGN AWARD/国立国際美術館　2005年受賞
- BCS賞/日本橋三井タワー　2005年受賞
- グッドデザイン賞/オーバルコート大崎2001年、青山パークタワー2002年、東京国際空港第二旅客ターミナルビル2004年、日本橋三井タワー2005年、パークタワー品川ベイワード2006年、三井ガーデンホテルプラナ東京ベイ2007年、ザ・コスギタワー2008年、SKYZ TOWER&GARDEN2015年、ザ・パークハウス晴海タワーズ2016年、ルミレイス豊洲2016年、カルツェドニア新宿ビル2016年、BAYZ TOWER&GARDEN2017年、受賞。

## 略歴
- 1978年に東京大学建築学科を卒業後、岡田新一設計事務所にて4年間勤務。その後、イェール大学建築大学院に進学し、84年にAIA学生賞および、最優秀作品賞（H.Iフェルドマン賞）を受賞して、修士号を取得。修了後は、米国のシーザー・ペリ＆アソシエーツ（現社名/ペリ クラーク ペリ アーキテクツ）にてシニアアソシエーツとして勤務し、92年に帰国し、日本事務所を創立した。現在は、光井純アンドアソシエーツと両社の代表を兼務している。